# Stan Miasek
Stanley Miasek (né le 8 août 1924 ; décédé le 18 octobre 1989) était un ancien joueur américain professionnel de basket-ball.

## Biographie
Évoluant au poste d'intérieur, Miasek disputa six saisons (1946-1950; 1951-1953) en NBA en tant que membre des Detroit Falcons, des Chicago Stags, des Baltimore Bullets et des Milwaukee Hawks. Il totalise 10.6 points  et 7.6 rebonds par match en carrière.
Miasek fut l'une des premières stars de la NBA (connu sous le nom de Basketball Association of America jusqu'en 1949). Il termina au 3e rang des marqueurs (895) et au 5e rang des passeurs (93) lors de la saison inaugurale de la ligue.